# 太田薬品 (福島県)
太田薬品株式会社（おおたやくひん）は、福島県郡山市安積1-85に本社を置く主に医薬品・医療機器の卸売りを扱う企業であった。田辺製薬系医薬品卸。現在は、共創未来グループの一社「東邦薬品」である。

## 概要
- 代表取締役会長　太田緑子
- 代表取締役社長　志村七郎
- 資本金	800万円
- 月商　4億5,000万円

## 沿革
- 大正10年「太田資生堂」創業
- 昭和45年5月福島県の「山田仙寿堂」と資本提携
- 昭和58年4月東京都の「東邦薬品」と合併

## 主な取引メーカー
- 田辺製薬
- 萬有製薬
- 藤沢薬品工業
- 台糖ファイザー

## 営業所
安積本社・福島支店・会津営業所・原町営業所・いわき営業所

## 備考
- 太田緑子は、郡山市に所在する財団法人太田綜合病院の名誉理事長である。
- 昭和49年「田辺製薬」から資本提携を受けて田辺製薬より社長を迎える。